# Анже
Анжѐ (на френски: Angers) е град в Западна Франция, департамент Мен е Лоар на регион Пеи дьо ла Лоар. Разположен е при вливането на река Мен в Лоара. Населението на града е 151 108 души към 2007 г.

## Известни личности
- Родени в Анже
  - Мари д'Анжу (1404 – 1463), кралица на Франция
  - Жан Боден (1529 – 1596), философ
  - Жозеф Пруст (1754 – 1826), химик
  - Мишел Йожен Шеврьол (1786 – 1889), химик
  - Никола Маю (р. 1982), френски тенисист
- Починали в Анже
  - Жулиен Гракх (1910 – 2007), писател
- Други личности, свързани с Анже
  - Дени Папен (1647 – 1712), изобретател, учи медицина през 1661 – 1669

## Побратимени градове
- Оснабрюк, Германия, от 1964
- Сьодертеле, Швеция

## Kартинна галерия
- Анже - Angers